# 이재우 (1991년)
이재우(1991년 6월 28일~)는 대한민국의 배우이다. THE K2, 동백꽃 필 무렵, 하이바이, 마마! 등의 텔레비전 시리즈에 참여했다.

## 참여 작품

### 텔레비전 시리즈
- 굿바이 미스터 블랙 (드라마)
- THE K2
- 7일의 왕비
- 미스 함무라비 (드라마)
- 해치 (드라마)
- 동백꽃 필 무렵
- 유령을 잡아라
- 하이바이, 마마!
- 펜트하우스 (드라마)

### 영화
- 은밀하게 위대하게 (영화)
- 사랑하기 때문에 (영화)
- 목격자 (2018년 영화)